# Julius Steiner (Schauspieler)

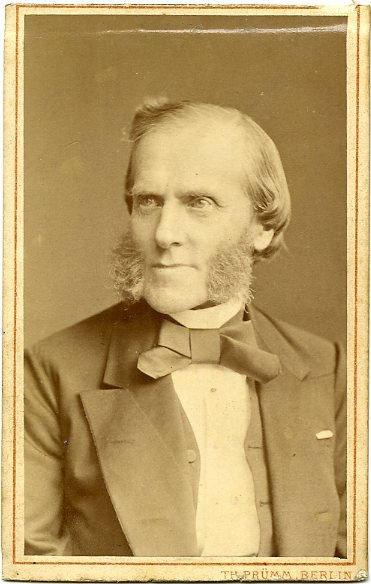
Julius Steiner [Foto: Landesbibliothek Mecklenburg-Vorpommern]

Julius Steiner (* 31. Juli 1816 in Charlottenburg; † 5. Mai 1889 in Schwerin) war Schauspieler, Regisseur und später Hoftheater-Direktor in Schwerin.

## Leben und Werk
Julius Steiner war der Sohn des preußischen Hofgärtners Georg Steiner (1774–1834), der die königliche Gartenverwaltung von Charlottenburg leitete. Dort wuchs Julius Steiner auf und lernte zunächst wie sein Vater das Hofgärtner-Handwerk. Durch intensive Kontakte mit den Künstlern des Hoftheaters stand er – nach einem Studium an der Berliner Universität – mit 26 Jahren in Krefeld zum ersten Mal auf der Bühne.
Die Theaterkarriere bis zum Theaterdirektor in Lübeck (1842–49) stellte Julius Steiner in seiner Autobiographie (siehe Literatur) dar. Zunächst in reisenden Theatern spielend, kam er über die Stadttheater in Bamberg und Nürnberg nach Lübeck, wo er im Revolutionsjahr 1848–1849 Theaterleiter wurde. In dieser Phase schrieb er sein kritisches Werk über das Theater des Vormärz: „Zur Reorganisation der Theater-Verhältnisse“ (Bremen 1849, siehe Literatur).
Nach Stationen in Magdeburg und Dessau wurde Julius Steiner 1855 als technischer Direktor und Oberregisseur an das Schweriner Hoftheater berufen und war dort von 1863 bis 1883 Hoftheaterdirektor.